# Charles Richet
Charles Robert Richet (Párizs, 1850. augusztus 26. – Párizs, 1935. december 4.) francia fiziológus, pszichológus, parapszichológus. Az anafilaxia kutatásában elért eredményeiért 1913-ban fiziológiai Nobel-díjban részesült.

## Élete

### Tudományos pályafutása
Charles Richet 1850. augusztus 26-án született Párizsban. Apja, Alfred Richet a Sorbonne orvostudományi tanszékének sebészprofesszora volt, anyja Eugenie Richet (lánykori nevén Renouard). Charles is orvosnak tanult Párizsban, de unta az anatómiát és a sebészetet és szívesebben írt verseket és színdarabokat. 1869-ben megkapta orvosi diplomáját. 1872-ben tanúja volt egy hipnózisos kísérletnek és a későbbiekben ő is többször megpróbálkozott betegei hipnotikus gyógyításával. Foglalkozott a szövettannal és tanulmányozta a halak emésztési folyamatait. 1878-ban a tudományok doktora lett és tanársegédi állást kapott az egyetemen. A következő években elsősorban neurológiával, a testhőmérséklet idegi szabályozásával foglalkozott. 1887-ben a Sorbonne fiziológiaprofesszorává nevezték ki, ezt az állását egészen 1927-ig betöltötte. 1914-ben tagja lett a Francia Természettudományi Akadémiának, 1926-ban pedig megkapta a Becsületrendet.
24 éven keresztül (1878-1902 között) a Revue Scientifique főszerkesztője, 1917-től pedig a Journal de Physiologie et de Pathologie Générale társszerkesztője volt. Tudományos cikkeit élettan, élettani kémia, patológia és pszichológia témakörökben közölte.
Az 1880-as évek végén vakcinációs kísérleteket végzett és 1890-ben ő volt az első aki emberen próbálkozott szeroterápiával a tuberkulózis ellen. 1900-ban nyers hús és tej (zomoterápia) etetésével sikeresen kezelt tuberkulózissal megfertőzött kutyákat.
Az anafilaxia iránt 1888-ban kezdett érdeklődni, amikor egy kutya epiteliális daganatából új típusú Staphylococcus baktériumot izolált. A baktériummal beoltott nyulak elpusztultak, de a kísérleti kutyákon csak tályogokat okozott. Évek munkája után Richet 1902-ben közölte a jelenséget és vezette be az anafilaxia kifejezést. 1907-re kidolgozta a túlérzékenységi reakció általános elméletét is és 1913-ban eredményeit fiziológiai Nobel-díjjal jutalmazták.

### Családja és személyisége
1877-ben feleségül vette Amélie Aubryt, akitől öt fia és két lánya született. Érdeklődése sokrétű volt, foglalkozott aviációs kísérletekkel, először a madarak röptét tanulmányozta, az 1890-es években együtt dolgozott a repülés úttörőjével, Victor Tatinnal. Az 1900-as években Louis Charles Bréguet helikopterkísérleteit finanszírozta. Richet meggyőződéses pacifista volt és több történelemkönyvet írt (néhányat álnéven) hogy bemutassa a háború pusztításait. Az első világháború idején sok időt töltött a front közelében és a vérplazma transzfúzióját próbálta tökéletesíteni. Charles Richet 1935. december 4-én halt meg Párizsban. 

## Parapszichológiai érdeklődése
Richet érdeklődött a parapszichológia, főleg a hipnózis és a hatodik érzék iránt. Rendszeresen részt vett spiritiszta szeánszokon és látogatta a kor híres (és mint utóbb kimutatták, csaló) médiumait, Eusapia Palladinot és Eva Carrière-t. 1891-ben megalapította  Annales des sciences psychiques folyóiratot. Kapcsolatban állt olyan neves okkultistákkal és spiritisztákkal, mint Albert von Schrenck-Notzing, Frederic William Henry Myers vagy Gabriel Delanne.
1905 Charles Richet lett a brit Society for Psychical Research társulat elnöke. 1919 tiszteletbeli, 1929-ben pedig tényleges elnökévé választották a párizsi Nemzetközi Metafizikai Intézetnek (Institut Métapsychique International). Természettudósként racionális magyarázatot keresett az általa is megtapasztalt jelenségekre, elképzelése szerint az emberek egyfajta hatodik érzékkel képesek fogni a tárgyak és élőlények által kibocsátott rezgéseket, amit ő nevezett el ektoplazmának. A szellemek és kísértetek esetleges szerepét elvetette.

## Magyarul megjelent művei
- Richet Károly: Az ördöngősök hajdan és napjainkban. Tanulmány; ford. Erdélyi Béla; Hügel, Nagyvárad, 1880
- Beteg lelkek. Regény; Országgyűlési Értesítő Ny., Bp., 1897 (A Magyar Újság regénycsarnoka)
- A háború múltja és a béke jövője; ford. Szmik Antal; Magyar Békeegyesület, Bp., 1912

## Fordítás
- Ez a szócikk részben vagy egészben  a   Charles Richet című angol Wikipédia-szócikk ezen változatának fordításán alapul.  Az eredeti cikk szerkesztőit annak laptörténete sorolja fel. Ez a jelzés csupán a megfogalmazás eredetét és a szerzői jogokat jelzi, nem szolgál a cikkben szereplő információk forrásmegjelöléseként.